# Sarah Polley
Sarah Polley (Toronto, 8 de gener de 1979) és una actriu, cantant i directora de cinema canadenca. Va iniciar-se com a nena actriu a la dècada dels 90 a la sèrie canadenca Road to Avonlea i en pel·lícules com The Sweet Hereafter. Posteriorment, ha participat en produccions com El pes de l'aigua (2000), My Life Without Me (2003) o Mr. Nobody (2009).
El 2006 va debutar en la direcció amb Lluny d'ella (2006), pel·lícula amb la que va guanyar un premi Genie i va estar nominada al Oscar al millor guió adaptat. El seu segon film Take This Waltz va obrir el 2011 el Festival Internacional de Cinema de Toronto i el seu primer film documental Stories We Tell (2012) va guanyar el premi a millor pel·lícula per la Toronto Film Critics Association.
El 2013 se la va nomenar oficial de l'Orde del Canadà.

## Filmografia

### Cinema
| Any  | Títol                                                      | Paper                    | Notes |
| ---- | ---------------------------------------------------------- | ------------------------ | ----- |
| 1985 | One Magic Christmas                                        | Molly Monaghan           |       |
| 1986 | Confidential                                               | Emma                     |       |
| 1987 | Tomorrow's a Killer                                        | Karla                    |       |
| 1987 | The Big Town                                               | Christy Donaldson        |       |
| 1987 | Blue Monkey                                                | Ellen                    |       |
| 1988 | Les aventures del baró Munchausen                          | Sally Salt               |       |
| 1989 | Babar a la selva (Babar: The Movie)                        | Young Celeste (veu)      |       |
| 1994 | Exotica                                                    | Tracey Brown             |       |
| 1996 | Joe's So Mean to Josephine                                 | Josephine                |       |
| 1996 | Children First!                                            |                          |       |
| 1997 | Sweet Hereafter                                            | Nicole Burnell           |       |
| 1997 | Hanging Garden                                             | Teen Rosemary            |       |
| 1997 | Planet of Junior Brown                                     | Butter                   |       |
| 1998 | Jerry and Tom                                              | Deb                      |       |
| 1998 | L'última nit (Last Night)                                  | Jennifer "Jenny" Wheeler |       |
| 1999 | Guinevere                                                  | Harper Sloane            |       |
| 1999 | EXistenZ                                                   | Merle                    |       |
| 1999 | Sense límit (Go)                                           | Ronna Martin             |       |
| 1999 | Life Before This                                           | Connie                   |       |
| 2000 | This Might Be Good                                         | Short film               |       |
| 2000 | El pes de l'aigua (The Weight of Water)                    | Maren Hontvedt           |       |
| 2000 | Love Come Down                                             | Germana Sarah            |       |
| 2000 | Law of Enclosures                                          | Beatrice                 |       |
| 2000 | El perdó (The Claim)                                       | Hope Burn                |       |
| 2001 | No Such Thing                                              | Beatrice                 |       |
| 2003 | The Event                                                  | Dana Shapiro             |       |
| 2003 | My Life Without Me                                         | Ann                      |       |
| 2003 | Dermott's Quest                                            | Gwen                     | curt  |
| 2003 | Luck                                                       | Margaret                 |       |
| 2004 | Dawn of the Dead                                           | Ana Clark                |       |
| 2004 | The I Inside                                               | Clair                    |       |
| 2004 | Sugar                                                      | Pregnant Girl            |       |
| 2004 | Siblings                                                   | Tabby                    |       |
| 2005 | Don't Come Knocking                                        | Sky                      |       |
| 2005 | La vida secreta de les paraules (The Secret Life of Words) | Hanna                    |       |
| 2005 | Beowulf & Grendel                                          | Selma                    |       |
| 2009 | Mr. Nobody                                                 | Elise                    |       |
| 2009 | Splice                                                     | Elsa Kast                |       |
| 2010 | Trigger                                                    | Hillary                  |       |

### Televisió
| Any     | Títol                       | Paper               | Notes              |
| ------- | --------------------------- | ------------------- | ------------------ |
| 1985    | Night Heat                  | Cindy Keating       | "The Game"         |
| 1987    | Screen Two                  | "Heaven on Earth"   |                    |
| 1987    | Hands of a Stranger         | Suzie Hearn         | telefilm           |
| 1987    | Friday the 13th: The Series | Mary                | "The Inheritance"  |
| 1988–89 | Ramona                      | Ramona Quimby       | Paper principal    |
| 1989    | Lantern Hill                | Jody Turner         | Telefilm           |
| 1990–96 | Road to Avonlea             | Sara Stanley        | Paper principal    |
| 1991    | Johann's Gift to Christmas  | Angel               | TV short           |
| 1993    | Hidden Room                 | Alice               | "Dangerous Dreams" |
| 1994    | Take Another Look           | Amy                 | Telefilm           |
| 1996    | Straight Up                 | Lily                | Paper principal    |
| 1998    | White Lies                  | Catherine Chapman   | Telefilm           |
| 1999    | Made in Canada              | Rhonda              | "It's a Science"   |
| 2006    | Slings & Arrows             | Sophie              | Recurring Paper    |
| 2008    | John Adams                  | Abigail Adams Smith | minisèrie TV       |

### Guionista/directora/productora
| Any  | Títol                         | Notes                                |
| ---- | ----------------------------- | ------------------------------------ |
| 1999 | Don't Think Twice             | Co-Productora, escriptora, directora |
| 1999 | The Best Day of My Life       | Escriptora, directora                |
| 2001 | I Shout Love                  | Escriptora, directora                |
| 2002 | All I Want for Christmas      | Directora                            |
| 2004 | The Shields Stories           | "The Harp"; escriptora, directora    |
| 2006 | Lluny d'ella (Away from Her)  | Escriptora, directora                |
| 2011 | Take This Waltz               | Escriptora, directora, productora    |
| 2012 | Stories We Tell               | Escriptora, directora                |
| 2017 | Un home millor (A Better Man) | Productora executiva                 |
| 2017 | Alias Grace                   | Escriptora, productora               |
| 2022 | Elles parlen (Women Talking)  | Escriptora, directora                |